# Ginásio dos Trabalhadores

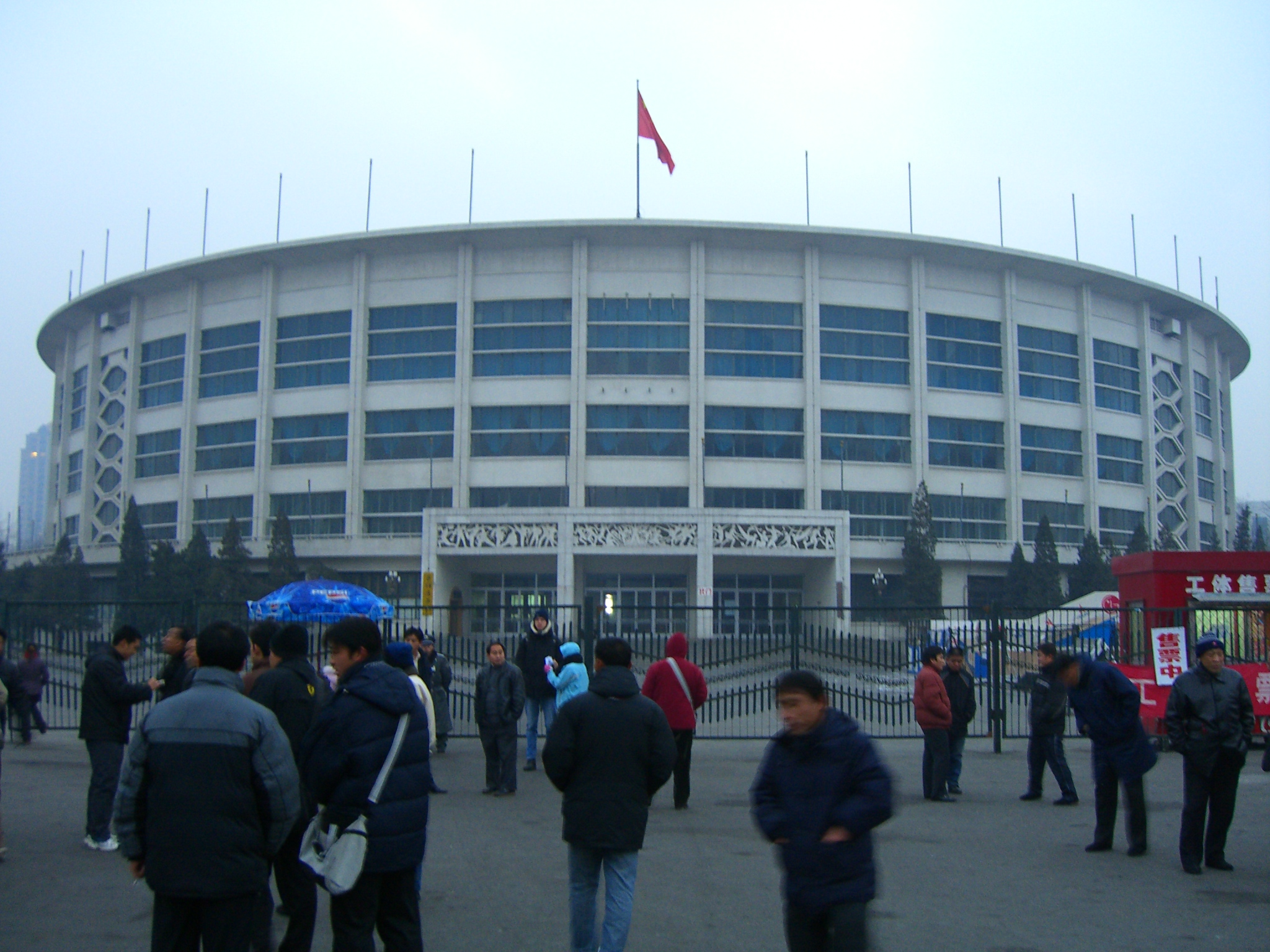
Ginásio dos Trabalhadores

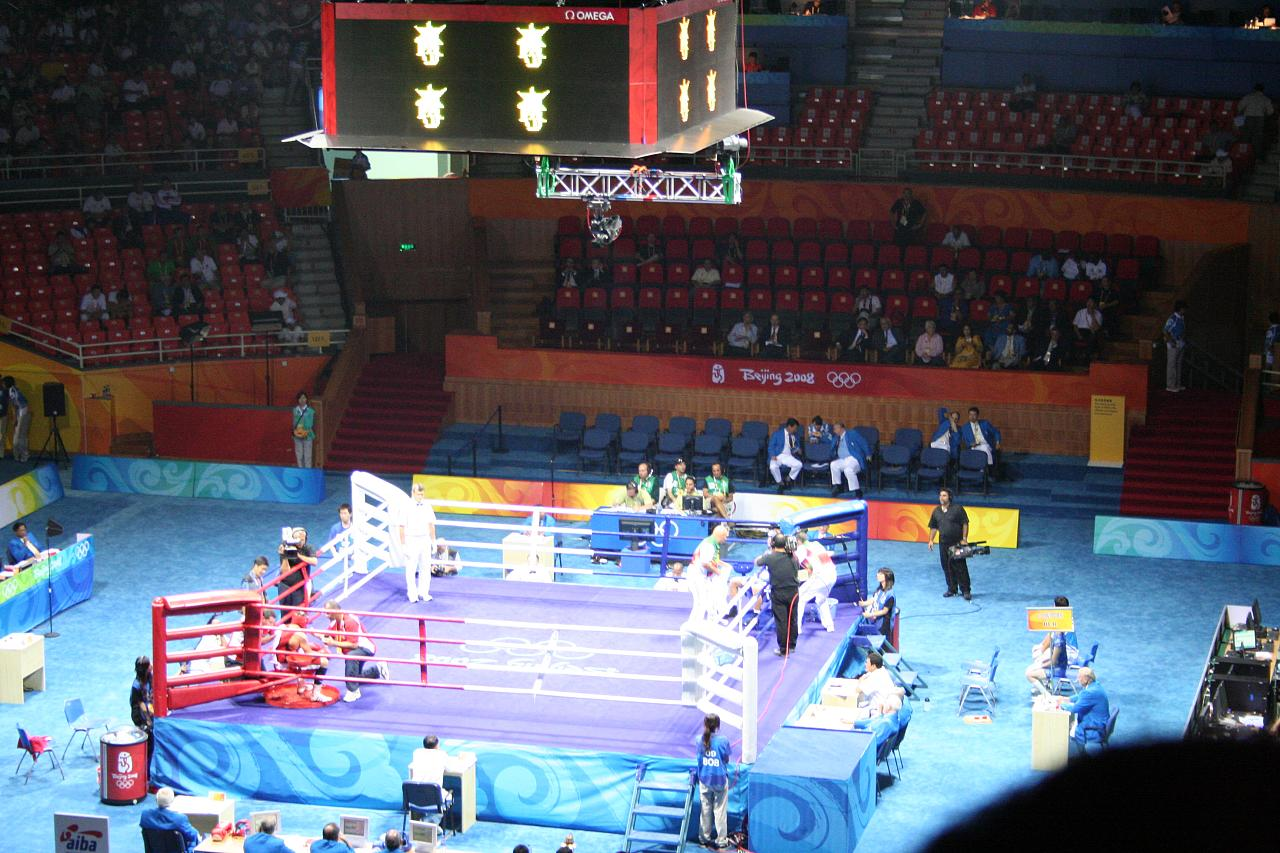
Visão interna do ginásio

O Ginásio dos Trabalhadores é uma arena indoor localizada próximo ao Estádio dos Trabalhadores, em Pequim, China. Foi inaugurado em 1961 para o 26º Campeonato Mundial de Tênis de Mesa.
Nos Jogos Olímpicos de Verão de 2008, o ginásio sediou as competições de boxe.

## Detalhes da obra
- Tipo: Renovado
- Área total: 40.200 m²
- Assentos : 13.000 (12.000 fixos e 1.000 temporários)
- Início da obra: 23 de dezembro de 2005